# Živilė Balčiūnaitė

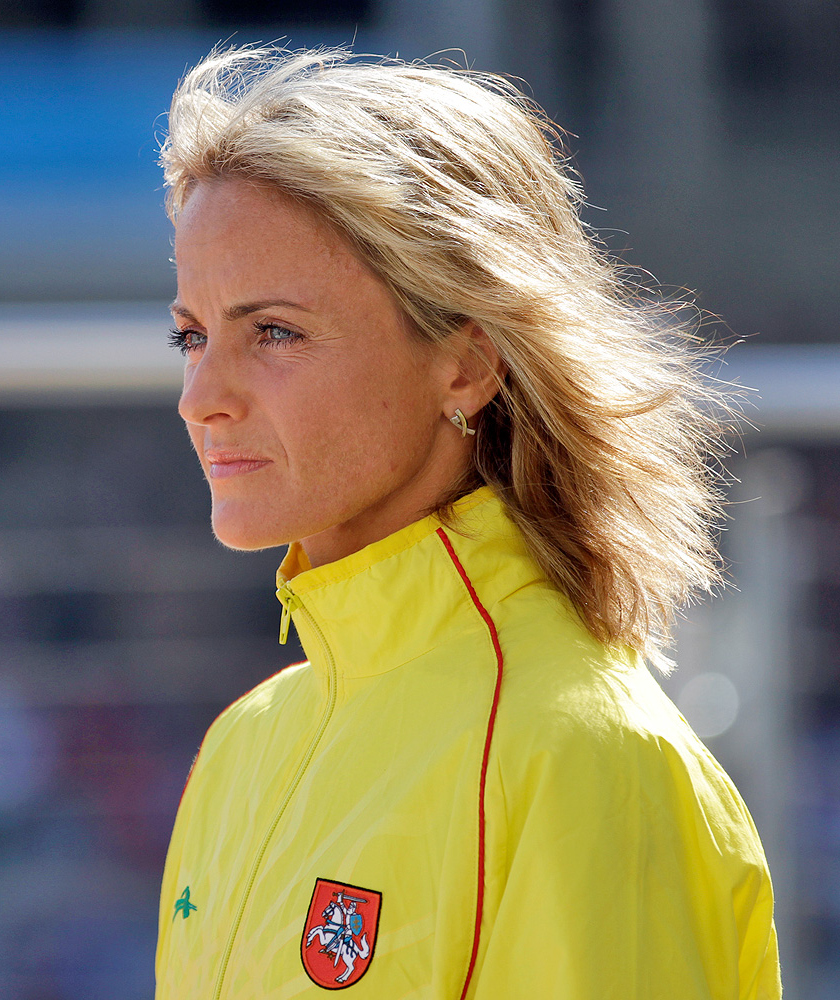
Živilė Balčiūnaitė

Živilė Balčiūnaitė född 3 april 1979, Vilnius, Litauiska SSR, Sovjetunionen är en litauisk långdistanslöpare. Hon gick i mål som vinnare i maratonloppet vid friidrotts-EM i Barcelona 2010, men blev i efterhand avstängd och fråntagen segern på grund av resultatet av det dopingprov hon lämnade efter loppet.

## Personbästa
- 3 000 meter – 9.15,12 (18 juni 2005)[1]
- 5 000 meter – 15.55,05 (9 juni 2005)[1]
- 10 000 meter – 32.30,48 (14 juni 2005)[1]
- Maraton – 2.25.15 (20 november 2005)[1]